# Viena (departament)
|  | Per a altres significats, vegeu «Viena (desambiguació)». |

Viena (86) (en francès Vienne i en occità Vinhana) és un departament francès situat a la regió Nova Aquitània.

## Història
El departament de Viena és un dels vuitanta-tres departaments originals creats durant la Revolució Francesa, el 4 de març de 1790 (en aplicació de la llei del 22 de desembre de 1789). Va ser creat a partir de territoris pertanyents a l'antiga província de Poitou.